# NGC 2034
NGC 2034 (другое обозначение — ESO 86-SC14) — рассеянное скопление с эмиссионной туманностью в созвездии Золотой Рыбы, расположенное в Большом Магеллановом Облаке. Открыто Джоном Гершелем в 1837 году. В скоплении известно как минимум два сверхгиганта, кроме того, NGC 2034 располагается поблизости локального минимума интенсивности излучения линии нейтрального водорода 21 см. Возраст скопления составляет 10—30 миллионов лет.
Этот объект входит в число перечисленных в оригинальной редакции «Нового общего каталога».